# Simulmondo
Simulmondo è stata una software house italiana specializzata nello sviluppo e pubblicazione di videogiochi per computer, fondata da Francesco Carlà nel 1988 e attiva fino al 1999.
Fu una delle prime software house italiane a produrre videogiochi, probabilmente la prima interamente dedicata a questo campo, e ha prodotto circa 130 titoli per Commodore 64, Amiga, PC e Atari ST. La maggior parte dei titoli prodotti era di genere sportivo oppure di avventura, dinamica e non, spesso legata a personaggi dei fumetti. Nell'ultimo periodo di attività si occupò anche di software per l'ambito televisivo italiano, tra cui giochi per il programma Solletico e il motore grafico della moviola 3D per Rai 2 Sport.

## Storia

### Origini
Venne creata nel 1988 a Bologna da Francesco Carlà; questi ebbe l'idea per il nome durante un viaggio nel 1983 a Londra, dove si trovava per studiare l'industria videoludica, per descrivere l'idea del mondo che si stava creando sugli schermi dei computer. Il logo, un mondo circondato da orbite stile atomo, fu ideato da Carlà e realizzato dal designer bolidista Massimo Iosa Ghini.
La sede, inizialmente sita al domicilio di Carlà a via Col di Lana 11/2, era in viale Berti Pichat 28/A, e negli ultimi anni in via Zamboni 18.
All'epoca della fondazione Carlà era un giornalista musicale, studioso di tecnologia e cinema e pioniere del giornalismo videoludico in Italia. Nel 1987 pubblicò sulla rivista MCmicrocomputer, sulla quale curava la rubrica di videogiochi Play World, un annuncio per gli appassionati italiani interessati a diventare professionisti del settore. Secondo Carlà, centinaia risposero all'appello, da un ambito nazionale allora popolato da una comunità amatoriale di programmatori e pirati.

La squadra iniziale quasi al completo nel 1989: da sinistra Francesco Carlà, Ivan Venturi e Federico Croci

L'organico iniziale della società era formato da quattro persone: Carlà e il socio Riccardo Arioti nel ruolo direttivo, il giovane Ivan Venturi come unico programmatore, e Federico Croci detto "Wiz" (anch'egli collaboratore di MCmicrocomputer) che si occupava di stampa, distribuzione e pubbliche relazioni. Riccardo, figlio di Mario Arioti (direttore di Italvideo), aveva già esperienza nell'editoria dei videogiochi in Italia, ma in seguito a imprecisate divergenze con Carlà lasciò la Simulmondo già a maggio 1989, per poi fondare la Genias; Carlà rimase l'unico amministratore per tutta la vita dell'azienda.
Il primo gioco pubblicato fu Bocce, un gioco di bocce per Commodore 64 sviluppato interamente da Ivan Venturi, inizialmente edito da Italvideo nel 1987 e poi direttamente dalla Simulmondo, marchio registrato nel 1988. Venturi fu autore anche del successivo Simulgolf (1988) e F.1 Manager (1989), mentre i Dardari Bros svilupparono Italy '90 Soccer nel 1988.
Nell'autunno 1988 l'azienda celebrò la propria nascita con il primo "Simulmondo party", un'occasione di incontrare di persona vari programmatori con cui era in contatto. Alcuni invitati divennero poi figure importanti per l'azienda, come Riccardo Cangini e Davide Dardari. Secondo Venturi questa fu la prima occasione di riunione della comunità di programmatori italiana.

### Affermazione
Negli anni successivi l'organico si allargò, arrivando nel 1991 a circa 20 collaboratori interni fissi e oltre 100 freelance; cifre che, secondo quanto dichiarava Croci, probabilmente rendevano l'azienda la software house italiana che impiegava più persone. La squadra, tra dipendenti consolidati e stagisti, era diventata così numerosa che gli uffici amministrativi si dovettero trasferire al piano di sotto, lasciando spazio agli sviluppatori.
Simulmondo raccolse programmatori da varie parti d'Italia, ma soprattutto del Nord, e si nota anche l'assenza di donne; tali squilibri ai tempi erano fisiologici nel mondo dell'informatica.
Carlà coordinava squadre di sviluppo di 3-4 persone che operavano su home computer come Commodore 64 e Amiga.
L'intento era affidare alle squadre dei concept che legassero un marchio o un tema popolare a un design già consolidato o promettente. Carlà ha spesso descritto il proprio ruolo come produttore e mentore, che seguiva il gioco dall'ideazione alla promozione. Venturi divenne direttore di produzione della linea avventure, Cangini guidava la linea sportiva, e l'organizzazione aziendale si era fatta più di stampo industriale.
Furono prodotti titoli più elaborati, come il simulatore automobilistico 1000 Miglia, l'avventura dinamica Dylan Dog: Gli uccisori o la serie sportiva 3D (3D World Soccer, 3D World Boxing, 3D World Tennis e i corrispondenti per C64 Boxing Champion, I Play 3D Tennis) che, tramite accorgimenti grafici, dava al videogiocatore l'impressione di muoversi in un ambiente a tre dimensioni. Un esperimento originale fu quello di I Play 3D Soccer, un gioco di calcio in cui l'inquadratura è centrata sul calciatore controllato dal videogiocatore.
Carlà strinse accordi di distribuzione dei videogiochi in paesi europei come Regno Unito, Francia, Germania, Spagna e Grecia. Nel 1989 in particolare stipulò un accordo con la software house svizzera Linel per la distribuzione dei titoli Simulmondo in Regno Unito, Francia, Germania, USA e Australia; la Simulmondo si impegnava, a sua volta, a curare la distribuzione dei titoli Linel in Italia, iniziando con The Champ.

### Anni '90
Molti ex collaboratori ricordano il periodo 1990-1992 come gli "anni d'oro" dell'azienda. In pochi anni, Simulmondo si era imposta come indiscussa predominante tra le case produttrici indipendenti italiane, in grado di affrontare generi di giochi differenti sempre con successo.
Rispetto alle altre aziende italiane dell'epoca, che sorsero poco dopo, Simulmondo si distinse per il ben più ampio numero di videogiochi; ma anche per l'enfasi ambiziosa che dava al proprio marchio e per l'abilità nell'ottenere l'attenzione dei media.
Non di rado, delle pure idee di design vennero fatte passare sulla stampa come giochi quasi completi, ma in gran parte mai realizzati o usciti solo molto tempo dopo.
Simulmondo si notava per la produzione molto legata al contesto culturale italiano; Carlà intendeva promuovere un "videogioco all'italiana" che diventasse alla stregua del cinema italiano famoso nel mondo (citando ad esempio gli spaghetti western), ma d'altra parte doveva soddisfare le aspettative di giocatori abituati a prodotti internazionali. Gli aspetti di italianità erano anche pensati per il mercato estero; tuttavia, spesso i titoli Simulmondo ricevettero critica deludente sulla stampa britannica, un insuccesso attribuibile sia a difetti nel design dei giochi, poco competitivo contro i grandi titoli esteri, sia alla percepita estraneità culturale. C'erano anche limiti finanziari, tecnici e strutturali rispetto alle concorrenti straniere; l'azienda rimase in parte legata a un modello semi-artigianale.

### Giochi in edicola
L'azienda divenne particolarmente nota al pubblico generalista grazie alle collane di giochi economici pubblicate in edicola nel 1993-1994, spesso utilizzando con licenza famosi personaggi dei fumetti. Si trattava di uscite periodiche, fascicoli con allegato doppio floppy per Amiga e MS-DOS, a circa 15.000 lire, che divennero appuntamenti molto seguiti. Simulmondo riuscì a controllare uno share molto alto del mercato del videogioco italiano in edicola che aveva inventato. Tanto che a Dylan Dog, Tex Willer, Diabolik, Spider-Man e Simulman (creato da Francesco Carlà), si aggiunse la serie Time Runners in 30 episodi con la Fabbri editori, uscito anche in Spagna, Regno Unito, Germania, Portogallo e Brasile. L'idea della distribuzione nelle edicole di Carlà si rivelò non solo molto redditizia, ma anche utile a far puntare i riflettori sulla Simulmondo.
Col tempo però, anche per la mancanza di varietà, il pubblico perse interesse in questo tipo di produzione; l'azienda non riuscì a ritornare con sufficiente successo alle edizioni tradizionali e iniziò il declino.
Generalmente gli ex dipendenti concordano che il passaggio alle serie periodiche fu l'inizio della fine. Per sfruttare il giro d'affari delle edicole (redditizio ma non costruttivo a lungo termine), Carlà concentrò tutto il personale su quella linea di prodotti di basso profilo sempre più ripetitivi che non valorizzava il talento, e richiese superlavoro per rispettare le scadenze periodiche, senza riconoscimenti economici extra. Molti buoni elementi finirono per lasciare la società, compreso Venturi nel 1993. Lo sviluppo della maggior parte dei prodotti passò quindi in gestione a Cangini.

### Conclusione
Simulmondo stabilì importanti collaborazioni con grossi gruppi editoriali come fornitore di servizi ludico-telematici, ma nella produzione di videogiochi divenne infine marginale rispetto alla concorrenza, anche sul mercato italiano.
Nel 1994-1995 l'azienda si concentrò sui prodotti multimediali su CD-ROM. Iniziò questa linea in collaborazione con CTO, che si sarebbe occupata della distribuzione. Collaborò con VideoRai e Gruppo Editoriale Bramante e realizzò anche advergame, come Pritt-Time per la colla Pritt e un gioco delle caramelle Fruit Joy. Con la Rai realizzò videogiochi per la televisione interattiva, giocabili via telefono, e applicazioni di realtà virtuale per il calcio. Nel 1995 produsse Little Computer People, una rivista interattiva completamente su CD-ROM dedicata a demo e recensioni di videogiochi, secondo Carlà la prima del suo genere, e nel 1996 il CD-ROM del Futurshow. Almeno dal 1996 Multi s.r.l. era la licenziataria del marchio Simulmondo.
Cangini lasciò l'azienda nel 1996 per fondare Artematica.
Come ultimo videogioco commerciale, nel 1998 venne prodotto Soccer Champ, un gioco calcistico incentrato sulla carriera di un unico calciatore.
L'azienda infine cessò l'attività nel 1999, quando Francesco Carlà decise di dedicarsi alla finanza on line, fondando FinanzaWorld.

## Prodotti

### Fumetti e videogiochi
La fama della Simulmondo si deve in buona parte alla pubblicazione nel 1993-1994 di una serie di giochi economici basati sugli eroi dei fumetti, principalmente della Sergio Bonelli Editore come Tex Willer o il popolare Dylan Dog, ma anche il Diabolik della Astorina e l'Uomo Ragno della Marvel Comics. In seguito si aggiunsero anche personaggi creati ex novo: Simulman e i Time Runners. L'idea di base era quella di produrre veri e propri fumetti interattivi che riuscissero a cavalcare il successo dei corrispettivi cartacei. La pubblicazione in edicola era a cadenza mensile, come gli albi a cui Simulmondo si ispirava.
I videogiochi hanno un'interfaccia semplice e una struttura che alterna sezioni platform a dialoghi, il cui esito influenza l'andamento della storia. Il successo delle prime uscite fu notevole sia in Italia sia all'estero (soprattutto Francia e Spagna). Il primo numero di Dylan Dog vendette 50.000 copie, e il primo numero di Tex oltre 25.000, mentre le successive uscite si attestarono intorno alle 10.000 copie vendute a numero. In seguito vi fu un graduale calo di interesse che portò la casa a sospendere le uscite, con alle porte un gioco ispirato a Martin Mystère (Martin Mystère and the Secret of the Birdman), annunciato, promosso, dato per pronto ma mai pubblicato.
Su Dylan Dog uscirono anche due titoli a prezzo pieno non appartenenti alla serie da edicola, Gli uccisori e Attraverso lo specchio. Su Tex uscì Tex: Piombo caldo.

### Giochi per la televisione
A partire dal 1994 l'azienda ha prodotto per la trasmissione televisiva Solletico alcuni videogiochi interattivi, che potevano essere giocati da casa con la tastiera del telefono.
Fra i vari, CalcioMio, un gioco di calcio interattivo per far sfidare otto bambini ognuno collegato dalla propria abitazione, BasketMio, una sfida due contro due su un parquet virtuale, Tobia e Zacko.
Le avventure dell'orsetto Tobia e Zacko ebbero anche una seguente pubblicazione in formato per computer.

### Videogiochi pubblicati
- Bocce o Bowls (1987)
- Italy '90 Soccer (1988)
- Simulgolf (1988)
- F.1 Manager (1989)
- The Basket Manager (1990)
- 1000 Miglia (1991)
- 3D Scacchi Simulator (1991) scacchistico per Commodore 64, rielaborazione di Mychess II del 1984[29]
- 500cc Motomanager (1991)
- Basket Playoff (1991)
- Big Game Fishing (1991)
- Formula 1 3D (1991)
- Formula 1 3D: F.1 Manager II (1991)
- G.P. Tennis Manager (1991)
- I Play 3D Soccer (1991)
- I Play Football Champ (1991)
- 1st Chess Tutor (1992) educativo di scacchi per PC, realizzato in collaborazione con Le due torri S.r.l.[30][31][32]
- 3D World Boxing (1992)
- 3D World Soccer (1992)
- 3D World Tennis (1992)
- Dylan Dog: Gli uccisori (1992)
- Extasy (1992), sviluppato dalla Trecision
- I Play 3D Tennis (1992)
- Italian Night 1999 (1992)
- Campioni o A.C. Milan Football Simulator (1993), manageriale di calcio[33]
- Diabolik (1993) serie da edicola, 12 numeri
- Dylan Dog (1993-1994) serie da edicola, 17 numeri
- Dylan Dog: Attraverso lo specchio (1993)
- Simulman (1993-1994) serie da edicola, 11 numeri
- Tex (1993) serie da edicola, 12 numeri
- Tex: Piombo caldo (1993)
- Time Runners (1993-1994) serie da edicola, 30 numeri
- L'Uomo Ragno (1994) serie da edicola, 3 numeri
- Pinball World Cup (1994)[34][35]
- Le avventure dell'orsetto Tobia (1994), realizzato per il programma Solletico e venduto anche per PC[36]
- Zacko (1994), altro gioco di Solletico venduto (almeno dichiaratamente) anche per PC[27]
- Mosè: Il profeta della libertà (1996) avventura edita in collaborazione con EDB[37][38][39]
- Viaggio nel corpo umano (1996?) educativo edito in collaborazione con la Rai[38]
- Noi siamo angeli (1997) sviluppato da Simulmondo, ma edito dalla tedesca ARI Games, basato sulla serie TV Noi siamo angeli
- Soccer Champ o SoccerChamp (1998, altra versione 1999)[40][41][42]